# Massimo D'Alema
Massimo D'Alema (Rome, 20 april 1949) is een Italiaans journalist en politicus. Van 1998 tot 2000 was hij premier van Italië.

## Levensloop
D'Alema werd geboren in een marxistische omgeving. Zijn vader was parlementslid voor de Partito Comunista Italiano. Ook Massimo maakte snel carrière binnen de communistische partijkaders. Hij werd benoemd tot leider van de nationale jeugdbeweging toen hij eind jaren 60 studeerde aan de Universiteit van Pisa. Vervolgens werd hij de PCI-leider in de regio Puglia en klom hij op tot hoofd van de partijkrant L'Unità. Die laatste functie bekleedde hij van 1988 tot 1990. Het jaar daarop werd de PCI ten grave gedragen en ging D'Alema met de meeste andere partijleden over naar de nieuw opgerichte partij Democratici di Sinistra.
In 1998 nam hij het premierschap van Italië over van Romano Prodi en werd daarmee de eerste voormalige communistische regeringsleider in West-Europa. Hij leidde twee linkse regeringen, van 1998 tot 1999 en van 1999 tot 2000. In 2000 trad hij af.
Na de verkiezingen van 2006 zou D'Alema eerst Voorzitter van de Kamer van Afgevaardigden worden, maar uiteindelijk zou die positie gaan naar Fausto Bertinotti van de Heropgerichte Communistische Partij (Partito della Rifondazione Comunista). D'Alema werd minister van Buitenlandse Zaken en bleef dit tot in 2008.
Van 2004 tot 2006 was hij lid van het Europees Parlement.
Vanaf 2013, toen Matteo Renzi partijleider werd, raakte d'Alema op een zijspoor. Bij de parlementsverkiezingen van maart 2018 behaalde hij in zijn district nog maar 1000 stemmen.
- Biblioteca Nacional de Chile: 000590448
- Bibliothèque nationale de France: cb12500206x (data)
- Catàleg d'autoritats de noms i títols de Catalunya: 981058518069506706
- CiNii: DA10006761
- Gemeinsame Normdatei: 119406918
- International Standard Name Identifier: 0000 0000 8320 2345
- Library of Congress Control Number: n95116110
- Nationale Bibliotheek van Israël: 987009865172305171
- Nederlandse Thesaurus van Auteursnamen: 19146046X
- Réseau des bibliothèques de Suisse occidentale: 02-A000045884
- Istituto Centrale per il Catalogo Unico: CFIV083826
- Système universitaire de documentation: 034224181
- Virtual International Authority File: 115038145
- WorldCat: E39PBJwHjrVkxTQGD6DMx6wBfq